# Jaume Sanllorente
Jaume Sanllorente (Barcelona, 9 de julio de 1976) es un escritor, periodista y activista por los derechos humanos español.
Es el fundador y director general de la Fundación Sonrisas de Bombay, una organización no gubernamental, sin ánimo de lucro que centra su acción conjunta con las comunidades más desfavorecidas de Bombay, en la lucha contra la pobreza.
Se licenció en Periodismo por la Universidad Ramon Llull. Estudió Cooperación al Desarrollo en el Instituto de Estudios para la Paz y la Cooperación de la Universidad de Oviedo y posteriormente en el Instituto de Estudios de las Naciones Unidas en India.
El año 2015 fue una de las dos personas que intervinieron con un discurso, en la ceremonia conmemorativa del 70 aniversario de las Naciones Unidas ante su Secretario General, Ban Ki-moon.

## Premios
- Premio Axuda 2007[5]
- Premio Joven Solidario del Festival de Cine de Castilla y León[6]
- Medalla de Oro de la Asociación Española de Fomento Europeo[7]
- Padrino de honor de la vigésimo segunda promoción de la policía catalana 2009[8]
- Cruz de Oficial de la Orden del Mérito Civil 2009[9]
- XIII Premios Convivencia 2011[10]